# György Konrád

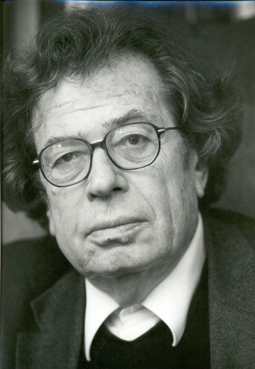
György Konrád

György Konrád [ˈɟørɟ ˈkonraːd] (ur. 2 kwietnia 1933 w Debreczynie, zm. 13 września 2019 w Budapeszcie) – węgierski pisarz.
Konrád jako eseista wypowiadał się podczas zimnej wojny za pokojową i federalną środkową Europą, przełamującą dzielącą wschód i zachód żelazną kurtynę. Jako pisarz nawiązywał często do nazizmu, powstania węgierskiego 1956 i historii swej rodziny. 

## Życiorys
György Konrád urodził się w 1933 w rodzinie żydowskiej w Debreczynie, a pierwsze 10 życia spędził w pobliskiej wsi Berettyóújfalu. W roku 1944 udało mu się w ostatnim momencie uniknąć aresztowania przez nazistów i strzałokrzyżowców, którzy chcieli go deportować do Auschwitz-Birkenau – z rodzeństwem uciekł do krewnych w Budapeszcie i ukrywał się tam w mieszkaniu szwedzkiego dyplomaty Raoula Wallenberga. 
Konrád studiował na uniwersytecie w Budapeszcie literaturę, socjologię i psychologię do 1956. W latach 1959–1965 pracował jako kurator młodzieży, publikując jednocześnie pierwsze eseje. Od 1965 pracował jako socjolog dla Budapeszteńskiego Instytutu Planowania Budownictwa.
Jego debiut powieściowy Gość miał miejsce w 1969. Powieść ta odniosła duży sukces, co pozwoliło mu poświęcić się całkowicie pracy literackiej. Jako demokrata i dysydent zaliczał się do grona ludzi takich jak: Václav Havel, Adam Michnik, Milan Kundera czy Pavel Kohout, tworzących przed rokiem 1989 trzon opozycji demokratycznej w krajach demokracji ludowej. W latach 1978–1988 za głoszone poglądy zakazano mu publikować na Węgrzech. W tym okresie Konrád podróżował wiele po Europie Zachodniej, Ameryce i Australii. Zakaz publikacji został zniesiony w 1989.
W okresie od 1990 do 1993 był prezydentem międzynarodowego związku pisarzy PEN Club, a od 1997 do 2003 prezydentem Akademii Sztuki w Berlinie. 
Konrád był krytyczny politycznie, krytykował np. publicznie interwencję NATO w byłej Jugosławii i II wojnę w Zatoce Perskiej. Od 1994 publikował regularnie w wychodzącym w Budapeszcie niemieckojęzycznym tygodniku Pester Lloyd.
W wyborach 2009 bez powodzenia ubiegał się o wybór do Parlamentu Europejskiego z 5. miejsca listy Związku Wolnych Demokratów.
Doktor honoris causa Uniwersytetu w Nowym Sadzie (2003).

## Nagrody i wyróżnienia
- 1983 Nagroda im. Herdera, Wiedeń
- 1985 Europejska nagroda eseistów fundacji Charles-Veillon
- 1986 Nagroda skandynawskiego związku pokojowego
- 1988 Doktor honoris causa uniwersytetu w Antwerpii
- 1989 Nagroda Wilhelm-Heinse-Medaille akademii Nauk i Literatury w Moguncji i Nagroda Maecenasa w Budapeszcie
- 1990 Nagroda Manés-Sperber, Wiedeń i Nagroda Kossutha, Budapeszt
- 1991 Nagroda Akademii Sztuki w Berlinie
- 1991 Nagroda pokojowa niemieckich księgarzy, Frankfurt nad Menem
- 1998 Nagroda Lubiesa za poezje, Czarnogóra
- 2001 Nagroda Karola Wielkiego, Akwizgran
- 2003 Doktor honoris causa uniwersytetu w Nowym Sadzie